# 赫拉德·范洪特霍斯特
赫拉德·范洪特霍斯特（荷蘭語：Gerard van Honthorst，又称；1592年11月4日—1656年4月27日）是一位荷兰黄金时代画家。这位画家在当时以描绘人工照明场景的作品而闻名，获得了“夜晚的杰拉尔多”（Gherardo delle Notti）的绰号。他年轻时前往罗马，绘画风格受到卡拉瓦乔的影响，大获成功。回到荷兰后，他成为一位重要的肖像画家。